# ハイディ・アンデルセン
ハイディ・アンデルセン（Heidi Andersen、1960年2月9日 - ）はノルウェーのニース出身の柔道選手。階級は66kg級。

## 人物
1981年のヨーロッパ選手権66kg級で5位になった。1982年には世界選手権に出場して銅メダルを獲得した。1984年の世界選手権では7位に終わった。1986年にはドイツ国際で3位に入った。

## 主な戦績
- 1981年 - ヨーロッパ選手権　5位
- 1982年 - スカンディナビアオープン　優勝
- 1982年 - 世界選手権　3位
- 1984年 - 世界選手権　7位
- 1985年 - ヨーロッパ選手権　61kg級　7位　無差別　7位
- 1986年 - ドイツ国際　3位
- 1986年 - ヨーロッパ選手権　7位